# Albert Pretorius
Albert Pretorius (...) è un attore sudafricano.

## Biografia
Albert Pretorius è cresciuto a Volksrust, nel Mpumalanga, venendo cresciuto trilingue inglese, afrikaans e olandese; ha conseguito una laurea in arti drammatiche all'Università di Città del Capo e, successivamente, ha intrapreso la carriera recitativa comparendo in diversi film e serie televisiva, tra cui Mandela - La lunga strada verso la libertà, Buurtwag, Dwaalster, Nêrens, Noord-Kaap, Flatland e One Piece.

## Filmografia

### Cinema
- Die Wonderwerker, regia di Katinka Heyns (2012)
- Mandela - La lunga strada verso la libertà (Long Walk to Freedom), regia di Justin Chadwick (2013)
- Konfetti, regia di Zaheer Goodman-Bhyat (2014)
- Balbesit: 'n Studie in Stemme', regia di Jaco Bouwer (2014)
- Iemand Anders. regia di Haddad Viljoen - cortometraggio (2014)
- Modder en bloed, regia di Sean Else (2016)
- Kolskoot, regia di Wimpie van der Merwe - cortometraggio (2016)
- Johnny is nie dood nie, regia di Christiaan Olwagen (2016)
- Jonathan: Die Movie, regia di Salmon de Jager (2016)
- Die Rebellie van Lafras Verwey, regia di Simon Barnard (2017)
- The Seagull, regia di Christiaan Olwagen (2018)
- Canary, regia di Christiaan Olwagen (2018)
- Flatland, regia di Jenna Cato Bass (2019)
- Griekwastad, regia di Jozua Malherbe (2019)
- Poppie Nongena, regia di Christiaan Olwagen (2019)
- Container, regia di Meghna Singh e Simon Wood - cortometraggio (2021)
- Plaashuis, regia di Dian Weys - cortometraggio (2021)
- Stiekyt,  regia di Etienne Fourie (2022)
- Skyn, regia di Mila Guy - cortometraggio (2022)
- Die Tragiese Saak van Pamina Vermaak,  regia di Kabous Meiring (2024)
- Lilies Not for Me, regia di Will Seefried (2024)
- Baas Se Honne, regia di Bennie Fourie - cortometraggio (2024)
- Don't Let's Go to the Dogs Tonight, regia di Embeth Davidtz (2025)
- Vultures, regia di Dian Weys - cortometraggio 82025)

### Televisone
- Binnelanders - serie TV, 3 episodi (2010)
- Buurtwag - serie TV, 13 episodi (2010)
- Waterfront - serie TV, 2 episodi (2017)
- Dwaalster - serie TV, 13 episodi (2019)
- Die Spreeus - serie TV, 2 episodi (2019)
- Fine Print - serie TV, episodio 3x11 (2020)
- Nêrens, Noord-Kaap - serie TV, 26 episodi (2021-2024)
- Paardebloem, regia di Tinarie van Wyk Loots - film TV (2021)
- Voor Ek Vergeet, regia di Sanet Olivier - film TV (2021)
- Asseblief & Dankie, regia di Tertius Kapp - film TV (2021)
- Recipes for Love and Murder - serie TV, episodio 1x07 (2022)
- Pulse - serie TV, 4 episodi (2022)
- Donkerbos - miniserie TV, puntata 1x07 (2023)
- Koffie en Sigarette, regia di Dian Weys - film TV 2023)
- One Piece - serie TV, 2 episodi (2023)
- Devil's Peak - serie TV, 2 episodi (2023)
- Spinners - serie TV, 8 episodi (2023)
- Soon Comes Night - serie TV, episodio 1x01 (2024)
- Catch Me A Killer - serie TV, 2 episodi (2024)
- Niggies - serie TV, 9 episodi (2025)

## Doppiatori italiani
Nelle versioni in italiano delle opere in cui ha recitato, Albert Pretorius è stato doppiato da:
- Roberto Stocchi in One Piece